# Charles Bobo Shaw

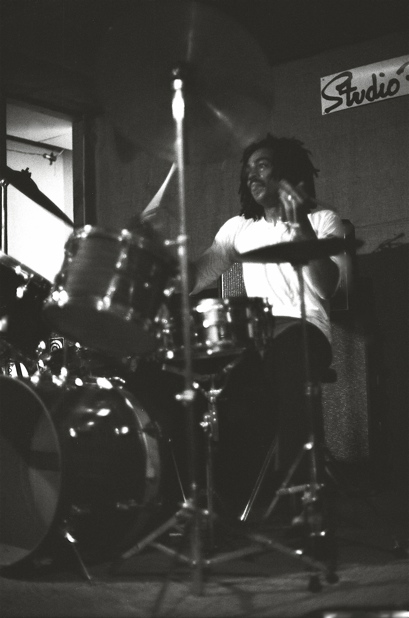
Charles Bobo Shaw (1976)

Charles „Bobo“ Shaw (* 5. September 1947 im Pope County, Minnesota; † 16. Januar 2017) war ein US-amerikanischer Jazz-Schlagzeuger und Bandleader.

## Leben und Wirken
Shaw studierte Schlagzeug bei Ben Thigpen und spielte gelegentlich auch Posaune und Bass. Er gehörte Anfang der 1960er Jahre zu den Gründern der Black Artists Group in St. Louis. Daneben arbeitete er u. a. mit Lester Bowie, Frank Lowe, Hamiet Bluiett und Oliver Lake. Später in den 1960er Jahren spielte Shaw in Paris Free Jazz mit Anthony Braxton, Steve Lacy, Frank Wright, Alan Silva und Michel Portal.
1971 nahm er mit Oliver Lake in St. Louis auf. Anfang der 1970er Jahre gründete er das Human Arts Ensemble, das Aufnahmen mit Lake, Lester und Joseph Bowie, Julius Hemphill und anderen einspielte. 1976 wirkte er bei den Wildflowers-Sessions mit; Ende der 1970er Jahre tourte er mit dem Human Arts Ensemble durch Europa. In den 1980er Jahren arbeitete er mit Billy Bang.
Charles Shaw starb am 16. Januar 2017 in einem Hospiz in St. Louis, Missouri.

## Diskographie
- Streets of St. Louis mit Joseph Bowie, Lester Bowie, Dominique Gaumont, Julius Hemphill, Abdul Wadud, 1974
- Junk Trap mit Joseph Bowie, James Emery, John Lindberg, Luther Thomas, 1978
- Black Artists Group: For Peace and Liberty: In Paris Dec 1972 (ed. 2024)